# Ancylis
Genre
Ancylis est un genre d'insectes de l'ordre des lépidoptères (papillons), de la famille des Tortricidae.

## Liste des espèces rencontrées en Europe
- Ancylis achatana (Denis & Schiffermüller, 1775)
- Ancylis apicella (Denis & Schiffermüller, 1775)
- Ancylis badiana (Denis & Schiffermüller, 1775)
- Ancylis bucovinella Peiu & Nemes, 1969
- Ancylis comptana (Frölich, 1828)
- Ancylis diminutana (Haworth, 1811)
- Ancylis geminana (Donovan, 1806)
- Ancylis habeleri Huemer & Tarmann, 1997
- Ancylis kenneli Kuznetsov, 1962
- Ancylis laetana (Fabricius, 1775)
- Ancylis mitterbacheriana (Denis & Schiffermüller, 1775)
- Ancylis myrtillana (Treitschke, 1830)
- Ancylis obtusana (Haworth, 1811)
- Ancylis paludana Barrett, 1871
- Ancylis rhenana Müller-Rutz, 1920
- Ancylis selenana (Guenée, 1845)
- Ancylis sparulana (Staudinger, 1859)
- Ancylis subarcuana (Douglas, 1847)
- Ancylis tineana (Hübner, 1799)
- Ancylis uncella (Denis & Schiffermüller, 1775)
- Ancylis unculana (Haworth, 1811)
- Ancylis unguicella (Linnaeus, 1758)
- Ancylis upupana (Treitschke, 1835)